# Championnats du monde juniors de patinage artistique 2015
Navigation
Édition précédente Édition suivante
Les Championnats du monde juniors de patinage artistique 2015 ont lieu du 2 au 8 mars 2015 à la patinoire de Tondiraba de Tallinn en Estonie.

## Qualifications
Les patineurs sont éligibles à l'épreuve s'ils représentent une nation membre de l'Union internationale de patinage (International Skating Union en anglais) et s'ils ont atteint l'âge de 13 ans et pas encore 19 ans avant le 1er juillet 2014, sauf pour les messieurs qui participent au patinage en couple et à la danse sur glace où l'âge maximum est de 21 ans. Les fédérations nationales sélectionnent leurs patineurs en fonction de leurs propres critères, mais l'Union internationale de patinage exige un score minimum d'éléments techniques (Technical Elements Score en anglais) lors d'une compétition internationale avant les championnats du monde juniors.

### Score minimum d'éléments techniques
L'Union internationale de patinage stipule que les notes minimales doivent être obtenues lors d'une compétition internationale senior reconnue par elle-même au cours de la saison en cours ou précédente. 
| Score minimum d'éléments techniques                                                         | Score minimum d'éléments techniques | Score minimum d'éléments techniques |
| Discipline                                                                                  | Programme court                     | Programme libre                     |
| Messieurs                                                                                   | 20.00                               | 42.00                               |
| Dames                                                                                       | 20.00                               | 35.00                               |
| Couples                                                                                     | 20.00                               | 30.00                               |
| Danse sur glace                                                                             | 18.00                               | 28.00                               |
| ------------------------------------------------------------------------------------------- | ----------------------------------- | ----------------------------------- |
| Les scores des programmes courts et libres peuvent être obtenus à différentes compétitions. |                                     |                                     |

### Nombre d'inscriptions par discipline
Sur la base des résultats des championnats du monde juniors 2014, l'Union internationale de patinage autorise chaque pays à avoir de une à trois inscriptions par discipline.
| Nombre d'inscriptions                                             | Messieurs                      | Dames                          | Couples                    | Danse sur glace                                |
| ----------------------------------------------------------------- | ------------------------------ | ------------------------------ | -------------------------- | ---------------------------------------------- |
| 3                                                                 | Japon Russie États-Unis        | Japon Russie                   | Canada Chine Russie        | Russie États-Unis                              |
| 2                                                                 | Canada Chine Tchéquie Lettonie | Canada Corée du Sud États-Unis | Tchéquie Italie États-Unis | Canada France Corée du Sud Ukraine Royaume-Uni |
| Si non répertorié ci-dessus, une seule inscription est autorisée. |                                |                                |                            |                                                |

## Podiums
| Épreuves                            | Or                              | Argent                              | Bronze                              |
| ----------------------------------- | ------------------------------- | ----------------------------------- | ----------------------------------- |
| Messieurs résultats détaillés       | Shoma Uno                       | Jin Boyang                          | Sota Yamamoto                       |
| Dames résultats détaillés           | Ievguenia Medvedeva             | Serafima Sakhanovich                | Wakaba Higuchi                      |
| Couples résultats détaillés         | Yu Xiaoyu / Jin Yang            | Julianne Séguin / Charlie Bilodeau  | Lina Fedorova / Maxim Miroshkin     |
| Danse sur glace résultats détaillés | Anna Yanovskaya / Sergey Mozgov | Lorraine McNamara / Quinn Carpenter | Oleksandra Nazarova / Maxim Nikitin |

## Tableau des médailles
| Rang  | Nation     | Or | Argent | Bronze | Total |
| ----- | ---------- | -- | ------ | ------ | ----- |
| 1     | Russie     | 2  | 1      | 1      | 4     |
| 2     | Chine      | 1  | 1      | 0      | 2     |
| 3     | Japon      | 1  | 0      | 2      | 3     |
| 4     | Canada     | 0  | 1      | 0      | 1     |
| 4     | États-Unis | 0  | 1      | 0      | 1     |
| 6     | Ukraine    | 0  | 0      | 1      | 1     |
| Total | Total      | 4  | 4      | 4      | 12    |

## Détails des compétitions

### Messieurs

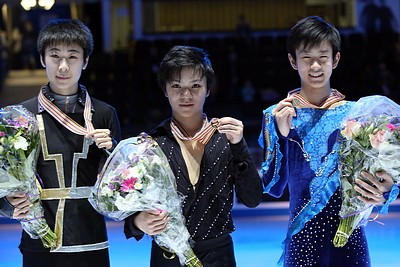
Podium des Messieurs

| 1                                           | Shoma Uno          | Japon          | 232.54 | 1  | 84.87 | 2  | 147.67 |
| 2                                           | Jin Boyang         | Chine          | 229.70 | 5  | 72.85 | 1  | 156.85 |
| 3                                           | Sota Yamamoto      | Japon          | 215.45 | 7  | 69.99 | 3  | 145.46 |
| 4                                           | Nathan Chen        | États-Unis     | 213.85 | 9  | 69.87 | 4  | 143.98 |
| 5                                           | Adian Pitkeev      | Russie         | 210.71 | 2  | 76.94 | 7  | 133.77 |
| 6                                           | Alexander Petrov   | Russie         | 206.23 | 3  | 75.28 | 10 | 130.95 |
| 7                                           | Deniss Vasiļjevs   | Lettonie       | 202.73 | 8  | 69.95 | 8  | 132.78 |
| 8                                           | Daniel Samohin     | Israël         | 202.39 | 12 | 67.00 | 5  | 135.39 |
| 9                                           | Kim Jin-seo        | Corée du Sud   | 202.25 | 4  | 74.43 | 11 | 127.82 |
| 10                                          | Andrew Torgashev   | États-Unis     | 201.74 | 10 | 67.78 | 6  | 133.96 |
| 11                                          | Aleksandr Samarin  | Russie         | 201.70 | 6  | 70.61 | 9  | 131.09 |
| 12                                          | Denis Margalik     | Argentine      | 187.26 | 14 | 62.43 | 12 | 124.83 |
| 13                                          | Zhang He           | Chine          | 186.91 | 11 | 67.49 | 13 | 119.42 |
| 14                                          | Roman Sadovsky     | Canada         | 177.99 | 13 | 66.36 | 17 | 111.63 |
| 15                                          | Hiroaki Sato       | Japon          | 176.66 | 17 | 59.94 | 14 | 116.72 |
| 16                                          | Ivan Pavlov        | Ukraine        | 171.02 | 21 | 55.10 | 15 | 115.92 |
| 17                                          | Niko Ulanovsky     | Allemagne      | 170.37 | 15 | 62.32 | 18 | 108.05 |
| 18                                          | Irakli Maysuradze  | Géorgie        | 168.45 | 24 | 54.10 | 16 | 114.35 |
| 19                                          | Julian Yee         | Malaisie       | 160.20 | 18 | 57.46 | 19 | 102.74 |
| 20                                          | Kevin Shum         | États-Unis     | 158.61 | 16 | 61.61 | 22 | 97.00  |
| 21                                          | Graham Newberry    | Royaume-Uni    | 154.94 | 23 | 54.56 | 20 | 100.38 |
| 22                                          | Matteo Rizzo       | Italie         | 154.62 | 20 | 55.61 | 21 | 99.01  |
| 23                                          | Nicola Todeschini  | Suisse         | 152.56 | 19 | 56.05 | 23 | 96.51  |
| 24                                          | Slavik Hayrapetyan | Arménie        | 135.06 | 22 | 54.95 | 24 | 80.11  |
| Patineurs éliminés après le programme court |                    |                |        |    |       |    |        |
| 25                                          | Nicolas Nadeau     | Canada         |        | 25 | 53.45 | NC | NC     |
| 26                                          | Sondre Oddvoll Bøe | Norvège        |        | 26 | 53.43 | NC | NC     |
| 27                                          | Chih-I Tsao        | Taipei chinois |        | 27 | 52.55 | NC | NC     |
| 28                                          | Petr Kotlařík      | Tchéquie       |        | 28 | 51.24 | NC | NC     |
| 29                                          | Simon Hocquaux     | France         |        | 29 | 51.19 | NC | NC     |
| 30                                          | Marco Klepoch      | Slovaquie      |        | 30 | 50.44 | NC | NC     |
| 31                                          | James Min          | Australie      |        | 31 | 48.69 | NC | NC     |
| 32                                          | Aleix Gabara       | Espagne        |        | 31 | 46.60 | NC | NC     |
| 33                                          | Larry Loupolover   | Azerbaïdjan    |        | 33 | 45.92 | NC | NC     |
| 34                                          | Nicky Obreykov     | Suède          |        | 34 | 45.68 | NC | NC     |
| 35                                          | Anton Karpuk       | Biélorussie    |        | 35 | 45.67 | NC | NC     |
| 36                                          | Roman Galay        | Finlande       |        | 36 | 45.06 | NC | NC     |
| 37                                          | Samuel Koppel      | Estonie        |        | 37 | 41.53 | NC | NC     |
| 38                                          | Krzysztof Gała     | Pologne        |        | 38 | 41.00 | NC | NC     |
| 39                                          | Jiří Bělohradský   | Tchéquie       |        | 39 | 37.06 | NC | NC     |
| 40                                          | Gļebs Basins       | Lettonie       |        | 40 | 36.62 | NC | NC     |

### Dames
| 1                                             | Ievguenia Medvedeva      | Russie         | 192.27 | 1  | 68.48 | 1  | 124.49 |
| 2                                             | Serafima Sakhanovich     | Russie         | 186.15 | 2  | 63.09 | 3  | 123.06 |
| 3                                             | Wakaba Higuchi           | Japon          | 185.57 | 3  | 61.27 | 2  | 124.30 |
| 4                                             | Elizabet Tursynbaeva     | Kazakhstan     | 173.44 | 7  | 55.95 | 4  | 117.49 |
| 5                                             | Maria Sotskova           | Russie         | 169.04 | 10 | 53.95 | 5  | 115.09 |
| 6                                             | Kaori Sakamoto           | Japon          | 166.25 | 4  | 58.72 | 6  | 107.53 |
| 7                                             | Yuka Nagai               | Japon          | 163.93 | 6  | 56.93 | 7  | 107.00 |
| 8                                             | Karen Chen               | États-Unis     | 157.30 | 12 | 51.64 | 8  | 105.66 |
| 9                                             | Choi Da-bin              | Corée du Sud   | 156.38 | 9  | 54.32 | 9  | 102.06 |
| 10                                            | Diāna Ņikitina           | Lettonie       | 148.63 | 13 | 51.22 | 10 | 97.41  |
| 11                                            | Nicole Rajičová          | Slovaquie      | 143.77 | 5  | 57.15 | 13 | 86.62  |
| 12                                            | Anastasia Galustyan      | Arménie        | 140.74 | 11 | 53.10 | 12 | 87.64  |
| 13                                            | Jenni Saarinen           | Finlande       | 139.50 | 8  | 55.43 | 15 | 84.07  |
| 14                                            | Lutricia Bock            | Allemagne      | 137.90 | 17 | 47.78 | 11 | 90.12  |
| 15                                            | Guia Maria Tagliapietra  | Italie         | 134.06 | 14 | 49.78 | 14 | 84.28  |
| 16                                            | Kailani Craine           | Australie      | 125.94 | 18 | 47.76 | 16 | 78.18  |
| 17                                            | Elizaveta Ukolova        | Tchéquie       | 123.44 | 20 | 46.39 | 17 | 77.05  |
| 18                                            | Deimantė Kizalaitė       | Lituanie       | 120.02 | 16 | 48.04 | 19 | 71.98  |
| 19                                            | Tyler Pierce             | États-Unis     | 118.21 | 19 | 46.77 | 22 | 71.44  |
| 20                                            | Léa Serna                | France         | 118.07 | 21 | 45.35 | 18 | 72.72  |
| 21                                            | Li Xiangning             | Chine          | 116.98 | 24 | 45.06 | 20 | 71.92  |
| 22                                            | Juni Marie Benjaminsen   | Norvège        | 116.85 | 22 | 45.30 | 21 | 71.55  |
| 23                                            | Niki Wories              | Pays-Bas       | 115.73 | 15 | 48.56 | 24 | 67.17  |
| 24                                            | Yu Shuran                | Singapour      | 112.61 | 23 | 45.24 | 23 | 67.37  |
| Patineuses éliminées après le programme court |                          |                |        |    |       |    |        |
| 25                                            | Julia Sauter             | Roumanie       |        | 25 | 45.00 | NC | NC     |
| 26                                            | Selena Zhao              | Canada         |        | 26 | 44.22 | NC | NC     |
| 27                                            | Danielle Harrison        | Royaume-Uni    |        | 27 | 44.17 | NC | NC     |
| 28                                            | Ivett Tóth               | Hongrie        |        | 28 | 44.03 | NC | NC     |
| 29                                            | Kim DeGuise-Léveillée    | Canada         |        | 29 | 43.75 | NC | NC     |
| 30                                            | Yoon Eun-su              | Corée du Sud   |        | 30 | 43.38 | NC | NC     |
| 31                                            | Lara Roth                | Autriche       |        | 31 | 42.20 | NC | NC     |
| 32                                            | Anita Östlund            | Suède          |        | 32 | 40.88 | NC | NC     |
| 33                                            | Netta Schreiber          | Israël         |        | 33 | 40.60 | NC | NC     |
| 34                                            | Kristina Škuleta-Gromova | Estonie        |        | 34 | 40.54 | NC | NC     |
| 35                                            | Elif Erdem               | Turquie        |        | 35 | 39.94 | NC | NC     |
| 36                                            | Alina Biletska           | Ukraine        |        | 36 | 39.41 | NC | NC     |
| 37                                            | Michaela Du Toit         | Afrique du Sud |        | 37 | 38.69 | NC | NC     |
| 38                                            | Mäeva Gallarda Rossell   | Espagne        |        | 38 | 37.26 | NC | NC     |
| 39                                            | Pernille Sørensen        | Danemark       |        | 39 | 36.64 | NC | NC     |
| 40                                            | Daria Batura             | Biélorussie    |        | 40 | 35.90 | NC | NC     |
| 41                                            | Maisy Hiu Ching Ma       | Hong Kong      |        | 41 | 35.48 | NC | NC     |
| 42                                            | Matilde Gianocca         | Suisse         |        | 42 | 34.18 | NC | NC     |
| 43                                            | Thita Lamsam             | Thaïlande      |        | 43 | 29.76 | NC | NC     |

### Couples
| Rang    | Nom                                    | Nation     | Points | Programme court | Programme court | Programme libre | Programme libre |
| ------- | -------------------------------------- | ---------- | ------ | --------------- | --------------- | --------------- | --------------- |
| 1       | Yu Xiaoyu / Jin Yang                   | Chine      | 178.79 | 1               | 62.56           | 1               | 116.23          |
| 2       | Julianne Séguin / Charlie Bilodeau     | Canada     | 176.32 | 2               | 61.32           | 2               | 115.00          |
| 3       | Lina Fedorova / Maxim Miroshkin        | Russie     | 154.33 | 3               | 58.27           | 3               | 96.06           |
| 4       | Anastasia A. Gubanova / Alexei Sintsov | Russie     | 140.39 | 4               | 50.36           | 5               | 90.03           |
| 5       | Caitlin Fields / Ernie Utah Stevens    | États-Unis | 138.62 | 7               | 46.84           | 4               | 91.78           |
| 6       | Ami Koga / Francis Boudreau Audet      | Japon      | 134.97 | 6               | 48.45           | 6               | 86.52           |
| 7       | Chelsea Liu / Brian Johnson            | États-Unis | 133.57 | 5               | 49.96           | 8               | 83.61           |
| 8       | Anna Dušková / Martin Bidař            | Tchéquie   | 128.80 | 9               | 45.51           | 9               | 83.29           |
| 9       | Shalena Rau / Sébastian Arcieri        | Canada     | 128.66 | 8               | 46.18           | 10              | 82.48           |
| 10      | Mary Orr / Phelan Simpson              | Canada     | 128.25 | 11              | 43.73           | 7               | 84.52           |
| 11      | Daria Beklemisheva / Maxim Bobrov      | Russie     | 121.98 | 10              | 44.45           | 12              | 77.53           |
| 12      | Bianca Manacorda / Niccolò Macii       | Italie     | 118.27 | 13              | 40.07           | 11              | 78.20           |
| Abandon | Renata Ohanesian / Mark Bardei         | Ukraine    |        | 12              | 43.61           |                 |                 |

### Danse sur glace
| 1                                               | Anna Yanovskaya / Sergey Mozgov             | Russie       | 155.92 | 1  | 62.22 | 1  | 93.70 |
| 2                                               | Lorraine McNamara / Quinn Carpenter         | États-Unis   | 146.90 | 3  | 59.10 | 3  | 87.80 |
| 3                                               | Oleksandra Nazarova / Maxim Nikitin         | Ukraine      | 146.08 | 5  | 55.77 | 2  | 90.31 |
| 4                                               | Rachel Parsons / Michael Parsons            | États-Unis   | 140.94 | 4  | 58.39 | 5  | 82.55 |
| 5                                               | Mackenzie Bent / Garrett MacKeen            | Canada       | 140.30 | 2  | 61.09 | 8  | 79.21 |
| 6                                               | Madeline Edwards / Zhao Kai Pang            | Canada       | 135.12 | 6  | 52.34 | 4  | 82.78 |
| 7                                               | Natalia Kaliszek / Maksym Spodyriev         | Pologne      | 131.78 | 10 | 50.55 | 6  | 81.23 |
| 8                                               | Angélique Abachkina / Louis Thauron         | France       | 131.31 | 8  | 51.69 | 7  | 79.62 |
| 9                                               | Carolina Moscheni / Ádám Lukács             | Hongrie      | 130.41 | 7  | 52.05 | 9  | 78.36 |
| 10                                              | Sofia Evdokimova / Egor Bazin               | Russie       | 126.94 | 11 | 50.44 | 10 | 76.50 |
| 11                                              | Betina Popova / Yuri Vlasenko               | Russie       | 125.43 | 9  | 51.17 | 11 | 74.26 |
| 12                                              | Katharina Müller / Tim Dieck                | Allemagne    | 122.48 | 13 | 48.71 | 12 | 73.77 |
| 13                                              | Elliana Pogrebinsky / Alex Benoit           | États-Unis   | 120.10 | 12 | 49.37 | 14 | 70.73 |
| 14                                              | Valeria Haistruk / Oleksiy Oliynyk          | Ukraine      | 118.92 | 14 | 46.74 | 13 | 72.18 |
| 15                                              | Sarah Marine Rouffanche / Geoffrey Brissaud | France       | 110.18 | 16 | 45.37 | 16 | 64.81 |
| 16                                              | Tina Garabedian / Alexandre Laliberté       | Arménie      | 109.34 | 18 | 42.57 | 15 | 66.77 |
| 17                                              | Eugenia Tkachenka / Yuri Hulitski           | Biélorussie  | 107.89 | 15 | 46.14 | 18 | 61.75 |
| 18                                              | Sofia Sforza / Leo Luca Sforza              | Italie       | 107.80 | 17 | 45.20 | 17 | 62.60 |
| 19                                              | Lee Ho-jung / Richard Kang-in Kam           | Corée du Sud | 101.92 | 20 | 40.49 | 19 | 61.43 |
| 20                                              | Marina Elias / Denis Koreline               | Estonie      | 99.79  | 19 | 41.62 | 20 | 58.17 |
| Couples de danse éliminés après la danse courte |                                             |              |        |    |       |    |       |
| 21                                              | Ekaterina Fedyushchenko / Lucas Kitteridge  | Royaume-Uni  |        | 21 | 39.05 | NC | NC    |
| 22                                              | Nicole Kuzmich / Alexandr Sinicyn           | Tchéquie     |        | 22 | 38.95 | NC | NC    |
| 23                                              | Kimberly Berkovich / Ronald Zilberberg      | Israël       |        | 23 | 37.50 | NC | NC    |
| 24                                              | Guostė Damulevičiūtė / Deividas Kizala      | Lituanie     |        | 24 | 37.10 | NC | NC    |
| 25                                              | Christine Smith / Simon Eisenbauer          | Autriche     |        | 25 | 34.67 | NC | NC    |
| 26                                              | Robynne Tweedale / Edward Carstairs         | Royaume-Uni  |        | 26 | 33.89 | NC | NC    |
| 27                                              | Valentina Schär / Carlo Röthlisberger       | Suisse       |        | 27 | 31.13 | NC | NC    |